# Katmandú, un espejo en el cielo
Katmandú, un espejo en el cielo es una película dirigida por Icíar Bollaín basada en hechos reales y protagonizada por Verónica Echegui. La película trata sobre una joven maestra que viaja a una escuela sumida en la pobreza de Katmandú. Se estrenó en febrero de 2012. 

## Sinopsis
Laia es una maestra catalana que viaja a Katmandú para trabajar en una escuela de los barrios más pobres. Allí se dará cuenta de toda la miseria que la rodea, y su mayor afán será llevar a cabo un proyecto educativo por el que los niños más pobres reciban una formación de calidad que les ayude a salir de esa situación en el futuro. Para poder realizarlo y permanecer trabajando allí se verá obligada a contraer un matrimonio de conveniencia con un ciudadano de Katmandú, del cual se acabará enamorando. Por otra parte, una maestra nativa, Sharmila, la ayudará y acompañará en todo el proceso, en el que encontrarán diversas dificultades, y entablará una gran e íntima amistad con ella.

## Crítica
La crítica que ha recibido la película abarca temas como que el personaje de Laia muestra, a veces, algo de superioridad moral que parece empañar el film o que muestra la conciencia del turista ideal en un mundo globalizado.
Laia aprende a callar lo que no entiende, pero no por ello se elude la denuncia, de trazo demasiado grueso casi siempre, de esa infame sociedad de castas que no consiente el progreso para los más desfavorecidos.
La película transmite el mensaje de la fuerza transformadora de la pedagogía, y la directora aboga por un estilo casi documental, pero sabe aproximarse a su personaje central cuando es pertinente.

## Acerca de la película
La película está basada en un hecho real: la historia de la maestra catalana Victoria Subirana, nacida en 1959, que descubrió que su trabajo era más útil en un país sin alfabetizar.
La película se desarrolla en la capital de Nepal, Katmandú, y en los montes de Mustang, en la zona del Himalaya.
Algunas de las localizaciones utilizadas para la película son las calles de Patan  y Bhaktapur, el barrio más pobre de Katmandú, Sinamangal y monumentos como Durbar Square, las stupas budistas de Swayambunath y Boudanath y el templo de Pasupatinah.

## Premios
Katmandú, un espejo en el cielo de Icíar Bollaín estuvo nominada a los Premios Goya 2011 en la categoría de Mejor actriz (Echegui) y Mejor guion adaptado, y ganó el premio Gaudí 2011 a la Mejor actriz (Echegui)

## Reparto
| Actor/Actriz         | Personaje     |
| -------------------- | ------------- |
| Verónica Echegui     | Laia          |
| Saumyata Bhattarai   | Sharmila      |
| Norbu Tsering Gurung | Tsering       |
| Kalsang Tamang       | Riga          |
| Bikram Pariyar       | Pemba         |
| Muna Thami           | Kushila       |
| Sangita Tamang       | Bimala        |
| Aleix Rengel         | Dani          |
| Lluïsa Castell       | Madre de Laia |
| Assun Planas         | Monja         |
| Montse Alcoverro     | Partera       |
| Ferran Lahoz         | Padre de Laia |
| Andrea Bravo         | Laia 9 años   |
| Georgina Contreras   | Inma 15 años  |
| Passión Baltra       | Inma 5 años   |